# Yukio Tsuchiya
Yukio Tsuchiya (土屋 征夫?, Tsuchiya Yukio; Tokyo, 31 luglio 1974) è un ex calciatore giapponese, di ruolo difensore.